# Srbi
Srbi (srbsko Срби) so južnoslovanski narod, ki živi v Srbiji, Bosni in Hercegovini, Črni gori, na Hrvaškem, kot manjšina pa tudi v Severni Makedoniji. V Republiki Hrvaški so bili do leta 1991 konstitutivni narod. V Republiki Srbski, eni od dveh entitet Bosne in Hercegovine, so večinski narod (več kot 90 %). Srbi so uradno priznana manjšina v Romuniji ter na Madžarskem. Številni Srbi (ekonomski in politični migranti) živijo v drugih evropskih državah (predvsem v Nemčiji, Švici in Avstriji), v Severni Ameriki (ZDA in Kanada) ter Avstraliji.
Srbi so večinoma pravoslavne veroizpovedi. Govorijo srbski jezik.

## Seznam Srbov
- Znanost: Nikola Tesla, Mihajlo Pupin, Mihailo Petrović Alas, Milutin Milanković, Pavle Savić, Mileva Marić, Jovan Žujović, Jovan Cvijić, Josif Panćić, Rajko Tomović, Miodrag Radulovaćki, Sima Lozanić, Ivan Đaja, Jovan Hadži, Jovan Karamata, Mihajlo Lj. Mihajlović
- Književnost: Ivo Andrić, Petar Kočić, Branko Ćopić, Miloš Crnjanski, Meša Selimović, Danilo Kiš, Milorad Pavić, Laza Lazarević, Borisav Stanković, Aleksa Šantić, Jovan Dučić, Laza Kostić, Branislav Nušić, Stevan Sremac, Jovan Sterija Popović, Desanka Maksimović, Isidora Sekulić
- Skladatelji: Isidor Bajić, Stanislav Binički, Stevan Hristić, Petar Konjović, Josif Marinković, Josif Runjanin, Kornelije Stanković, Stevan Stojanović Mokranjac
- Vojaštvo: Radomir Putnik, Živojin Mišić, Stepa Stepanović, Petar Bojović, Janko Vukotić, Milunka Savić, Stevan Šupljikac, Dragoljub Mihajlović, Svetozar Borojević von Bojna, Mihail Andrejevič Miloradovič